# Stobitus spinipes
Stobitus spinipes is een hooiwagen uit de familie Podoctidae.